# Constantino López
Constantino López Jasso ist ein ehemaliger mexikanischer Fußballspieler auf der Position eines Verteidigers.

## Laufbahn
López erhielt seinen ersten Profivertrag bei den UNAM Pumas, für die er von 1988 bis 1991 insgesamt 35 Punktspiele (kein Tor) in der Primera División absolvierte und in seiner letzten Saison 1990/91 den Meistertitel gewann. 
Die beiden folgenden Spielzeiten verbrachte er bei Atlético Morelia (15 Spiele, kein Tor in der Saison 1991/92) und den UANL Tigres (35 Spiele, kein Tor der Saison 1992/93).

## Erfolge
- Mexikanischer Meister: 1990/91